# MBB-Kawasaki BK 117
Il MBB/Kawasaki BK 117, in seguito Eurocopter BK117, è un elicottero leggero utility e da trasporto biturbina, progettato e sviluppato congiuntamente dalla tedesca Messerschmitt-Bölkow-Blohm GmbH (MBB) e dalla giapponese Kawasaki Heavy Industries negli anni settanta.
La MBB venne acquisita dalla Daimler-Benz poi DaimlerChrysler Aerospace, poi parte di Eurocopter, divenendo l'elicottero designato Eurocopter EC 145.
Dal 2014 l'azienda diventa Airbus Helicopters e l'aeromobile designato Airbus Helicopters H145.

## Sviluppo
Il BK 117 è il frutto di un accordo commerciale sancito tra la MBB e la Kawasaki che prevedeva lo sviluppo congiunto di un progetto per la realizzazione di un elicottero civile. Sancito tra le due aziende il 25 febbraio 1977, venne istituito per sostituire, con un progetto economicamente vantaggioso per entrambi, i progetti che i due uffici di progettazione stavano sviluppando autonomamente, il Bo 107 per la ditta tedesca ed il KH-7 per quella nipponica. L'accordo prevedeva un'equa divisione dei costi di progettazione e sviluppo; rotore principale e di coda, trave di coda controlli di volo e sistema idraulico erano di competenza tedesca mentre pattini d'atterraggio, struttura, trasmissione e varie altre componenti minori di competenza nipponica. Ogni struttura avrebbe dovuto realizzare un prototipo da completare nel 1979, entrambi con compiti diversi, uno per prove a terra, l'altro destinato a test di volo. Alcuni ritardi nel completamento del mezzo da parte dello staff giapponese fece slittare la data del primo volo, che venne effettuato due mesi più tardi dell'omologo tedesco.
Un esemplare di BK 117 A-3 è stato utilizzato in leasing dal Canadian Forces Air Command, l'Aviazione militare canadese, ridenominato CH-143, per effettuare una serie di test su un sistema di navigazione integrato (HINS) essendo indisponibile il CH-124 Sea King precedentemente assegnato al programma ed avendo a disposizione solo un CH-135 Twin Huey dalla cabina non sufficientemente capace per montare le apparecchiature necessarie. Al termine del programma è stato restituito alla MBB Canada che, una volta riconvertito ad uso civile, ha consegnato in Svezia.
Originariamente designato BK 117 C-2, l'EC 145 riunisce l'originale progetto del BK 117 con la più spaziosa cabina e la tecnologia costruttiva basata sui materiali compositi dell'EC 135.

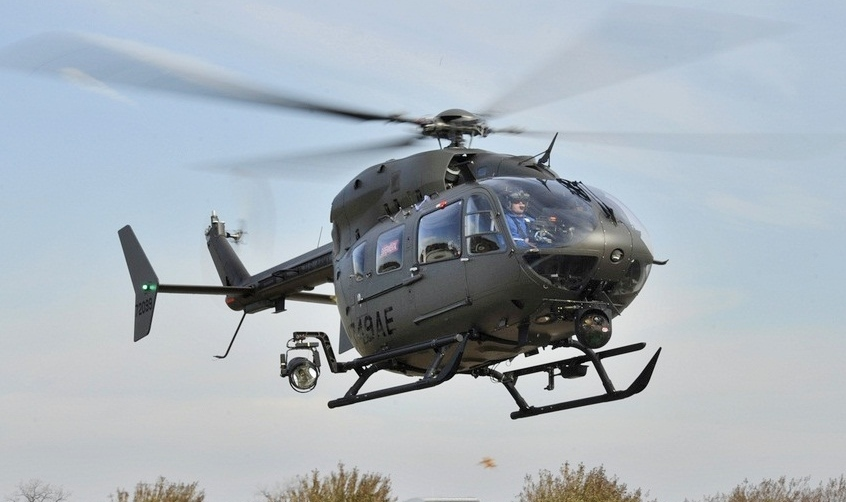
Un Airbus Helicopters UH-72 Lakota atterra al Pentagono nel 2011.

La corrispondente versione militare, acquistata dagli Stati Uniti, è designata UH-72 Lakota, derivata dall'Eurocopter EC145 e costruita dalla divisione American Eurocopter della EADS North America. Essendo stato dichiarato vincitore del programma Light Utility Helicopter (LUH) dello United States Army il 30 giugno 2006, nell'ottobre 2006, la American Eurocopter ha sottoscritto un contratto di produzione per 345 esemplari che dovevano rimpiazzare i modelli UH-1H/V e OH-58A/C nei reparti di volo dello U.S. Army e della Army National Guard.

## Versioni

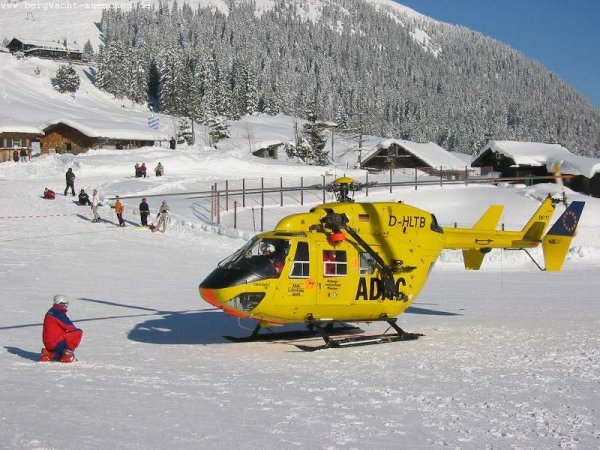
Un'eliambulanza BK 117 matricola D-HLTB (cn 7224) dell'Allgemeine Deutsche Automobil-Club (ADAC), l'automobil club tedesco, in servizio di ricognizione in montagna

- BK 117 P-2 - prototipo tedesco, primo volo 13 giugno 1979
- BK 117 P-3 - prototipo giapponese, primo volo 10 agosto 1979
- BK 117 A - prima versione prodotta in serie
- BK 117 A-1 - versione dotata di 2 turbine Lycoming LTS 101-650B-1
- BK 117 A-3 - versione introdotta nel 1985 caratterizzata da un nuovo rotore di coda dal maggior diametro e peso massimo al decollo aumentato a 3 200 kg
- BK 117 A-4 - versione introdotta nel 1986 caratterizzata da migliorie alla testa del rotore di coda. Gli A-4 di fabbricazione tedesca erano inoltre dotati di un serbatoio di carburante addizionale che ne innalzavano il raggio operativo
- BK 117 A-3M - versione militare introdotta nel 1988. Caratterizzata da un pattino d'atterraggio più alto, aveva una capacità di 11 soldati. Poteva essere dotata di una mitragliatrice Browning da 12,7 mm montata sotto la fusoliera in una torretta Lucas con 450 colpi e controllata a vista[senza fonte] tramite il casco. I piloni esterni potevano ospitare 8 missili anticarro HOT 2 o BGM-71 TOW, oppure una vasta scelta tra missili aria-aria, razziere e cannoni. Era prevista inoltre una postazione per il cannoniere opzionale in luogo della torretta dorsale
- BK 117 B-1 - versione introdotta nel 1987 caratterizzata dall'adozione di un più potente LTS 101-750B-1 che consentivano migliori prestazioni ed un aumento di 140 kg di portata utile
- BK 117 B-1C - versione certificata nel Regno Unito dalle prestazioni ridotte
- BK 117 B-2 -
- BK 117 C-1 - variante caratterizzata dalla nuova motorizzazione Turbomeca Arriel 1E. Gli ultimi esemplari sono stati portati allo standard Arriel 1E2
- BK 117 C-2/EC 145 - versione dotata di una coppia di Turbomeca Arriel 1E2
- IPTN NBK 117 - versione realizzata su licenza dall'azienda indonesiana Industri Pesawat Terbang Nusantara (IPTN)
- BK 117 D-2 / EC 145 T2 / H145 - nuova versione dell'EC 145, con motori Turbomeca Arriel 2E e rotore di coda intubato Fenestron

• H145 D-3 nuova versione del H145 T2 con rotore principale pentapala.

## Utilizzatori

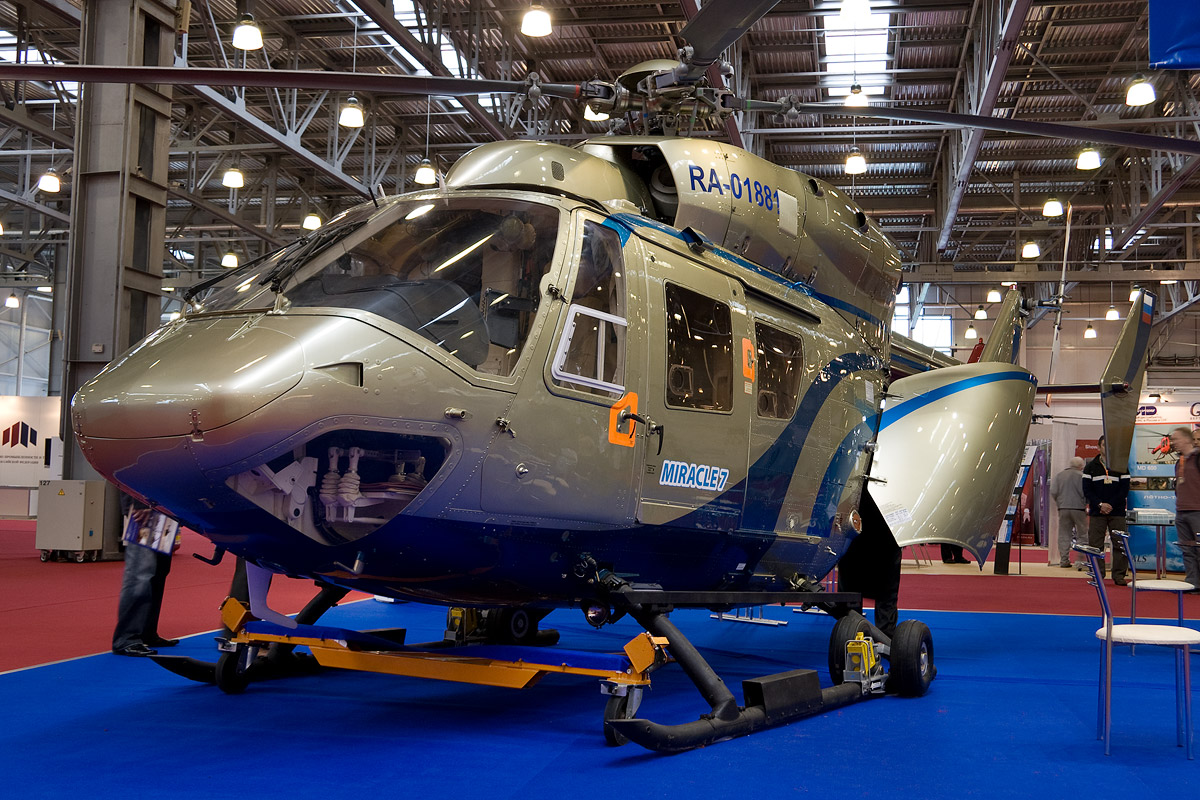
Un BK 117 russo

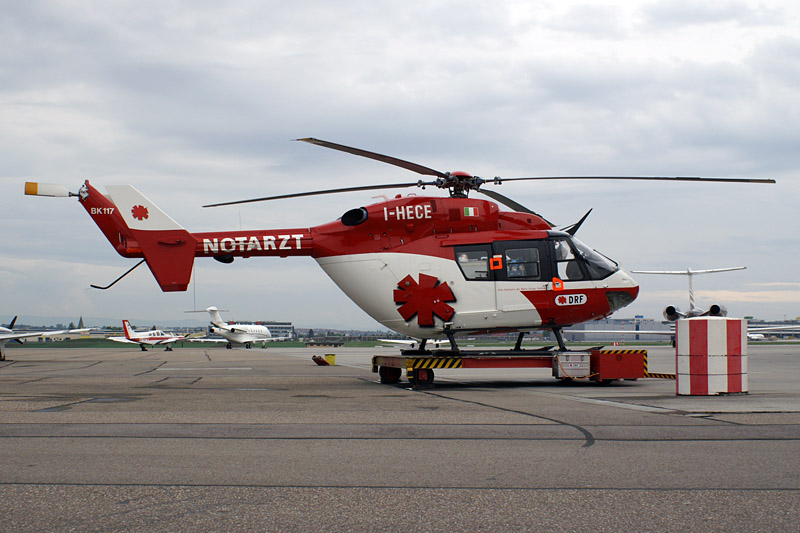
Un BK 117 versione eliambulanza tedesca

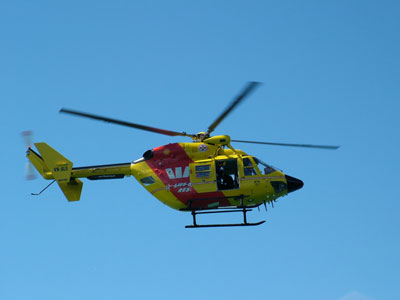
Un BK 117 versione eliambulanza australiana

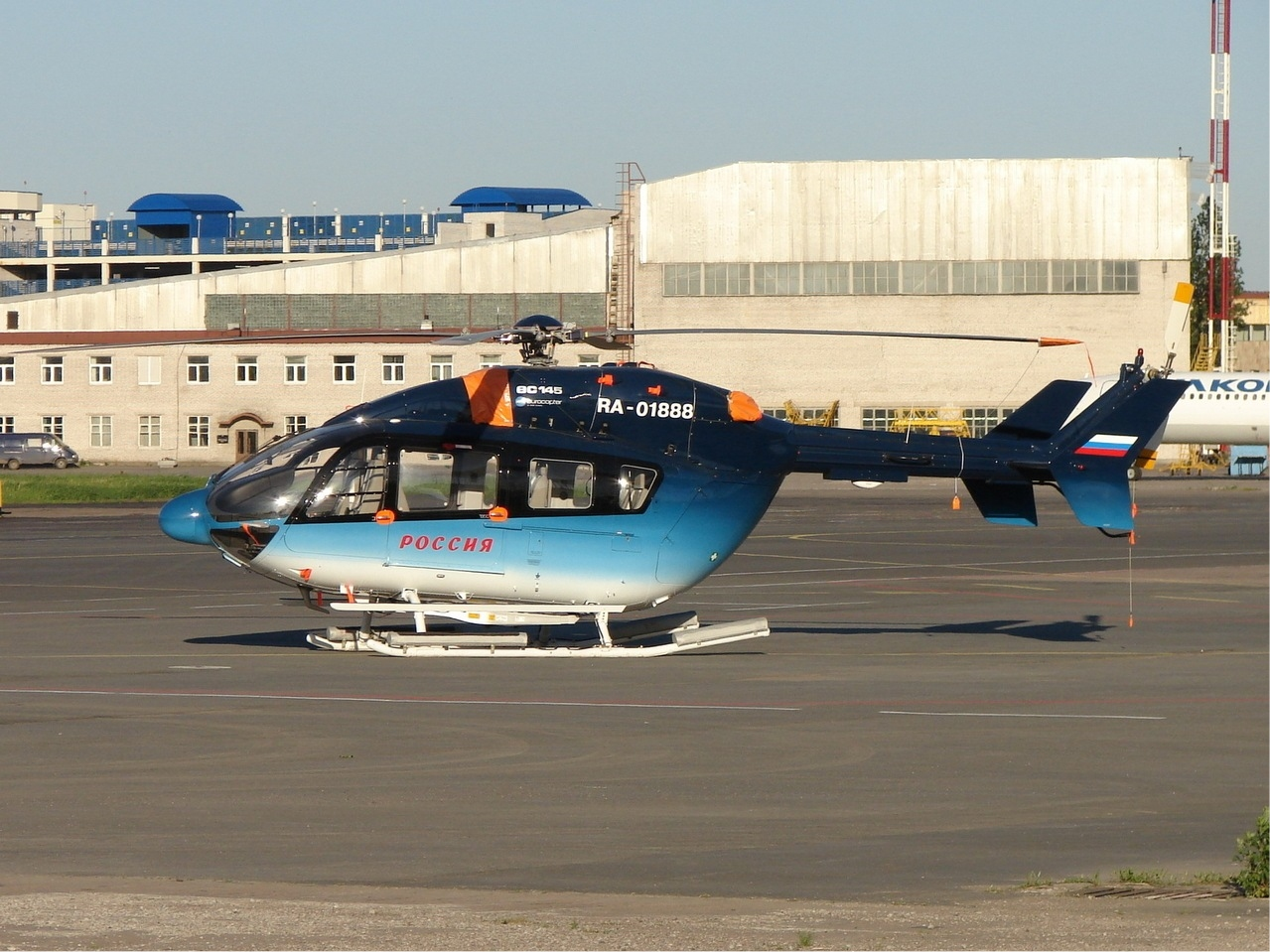
Un Eurocopter EC 145 della russa Rossija Airlines

### Civili
Australia
- Life Flight Australia

1 BK-117 equipaggiato per ul trasporto sanitario d'urgenza nello stato australiano del Queensland
 Canada
- Airmedic

4 BK-117 consegnati.
 Francia
- Service Aérien Français

3 H145 ordinati nel 2020, più ulteriori 3 ordinati a giugno 2021.
 Seychelles
- Zil Air

1 H145 in servizio a dicembre 2019.

### Governativi
Argentina
- Policia Federal Argentina

 Australia
- Adelaide Bank Rescue Helicopter Service
- Sunshine Coast Helicopter Rescue Services, con base a Maroochydore
- Westpac Life Saver Rescue Helicopter Service
- Western Australia Police
- New South Wales Police Force (operazioni congiunte con la New South Wales Fire Brigades)

 Canada
- Canadian Forces Air Command - un BK 117 A-3 in leasing ridenominato CH-143. Al termine del programma verrà restituito alla MBB Canada.[2]
- Shock Trauma Air Rescue Society - 5 esemplari

 Cile
- Fuerza Aérea de Chile
- Dirección General de Aeronáutica Civil
- Carabineros de Chile

 Colombia
- Colombian National Armada

 Francia
- Forces Aériennes de la Gendarmerie Nationale

15 EC 145GN consegnati, 8 dei quali sono stati ordinati nel 1999 e 7 nel 2006.
 Germania
 Grecia
- PyrosbestikSm (Vigili del Fuoco)

 Indonesia
 Iraq
 Isole Cayman
- Royal Cayman Islands Police Service

2 EC 145 acquistati marzo 2019 e dicembre dello stesso anno, tutti in servizio all'agosto 2020.
 Italia
- Alidaunia - 1 BK 117 C-1
- Helitalia – 7 esemplari di BK 117 C-1 e un BK 117 C-2
- Babcock Italia - 8 esemplari di BK 117 C-2/EC 145 e 15 esemplari di BK 117 D-2/H 145[10]
- EliFriulia - 3 esemplari di BK 117 D-2/H 145
- Air Green - 3 esemplari di BK 117 D-2/H 145[11]
- Provincia di Bolzano, Croce Bianca Bolzano - 1 EC145 T2 base di Bolzano (I-PEBZ), 1 EC145 T2 base di Bressanone (I-PEBX) e 1 H145 (I-AHTD) base di Lasa, gestiti da Babcock Italia
- Regione Abruzzo, Elisoccorso 118 - Base Preturo (AQ) BK 117 C-1 (I - HBMC) gestito da Helitalia (dal 2003 al 2006)
- Regione Toscana, Elisoccorso 118 - Base di Firenze ospedale Ponte a Niccheri - 1 H145 (I-SWRS), gestito da Babcock Italia
- Regione Veneto, Elisoccorso 118 - Base di Verona emergenza, 1 H145 (I-SLND); Base di Pieve di Cadore, 1 EC145 T2 (I-SUEM), gestiti da Babcock Italia
- Regione Lombardia, Elisoccorso 118 - Base di Bergamo, 1 EC145 T2 (I-LMBD); Base di Brescia, 1 EC145 T2 (I-BRXA); Base di Sondrio, 1 H145 (I-HFRT), gestiti da Babcock Italia
- Regione Emilia-Romagna, Elisoccorso 118 - Base di Bologna, 1 H145 (I-BKUP); Base di Ravenna, 1 EC 145 (I-RAHB), Base di Pavullo, 1 EC 145 (I-EITG), Base di Parma, 1 EC 145 (I-FNTS), gestiti da Babcock Italia
- Regione Basilicata, Elisoccorso 118 - Base di Matera, 1 EC 145 (I-EITF); Base di Potenza, 1 EC 145, gestiti da Babcock Italia
- Regione Siciliana, Elisoccorso 118 - Ospedale Cannizzaro di Catania, 1 EC145 T2 (I-ZANL); Base di Caltanissetta, 1 EC145 T2 (I-CALA), gestiti da Babcock Italia
- Regione Friuli-Venezia-Giulia 118, 1 H 145 (I-GOOO), gestito da EliFriulia
- Regione Sardegna, Elisoccorso 118 - Aeroporto di Cagliari-Elmas, 1 EC145 T2 (I-TORQ); Aeroporto di Alghero-Fertilia, 1 EC145 T2 (I-TDUE), gestiti da Airgreen.
- Regione Liguria, Elisoccorso 118 - Base all'Aeroporto di Albenga, 1 H145 (I-LEAF), gestito da Airgreen.

 Giappone
 Giordania
 Nuova Zelanda
- Westpac Air Ambulance Service

 Perù
- Policía Nacional

 Russia
- Rossija Airlines

 Sudafrica
- Suid-Afrikaanse Lugmag

 Taiwan
- Taiwan Coast Guard
- Sunrise Airline Co. Ltd.,[12]

 Emirati Arabi Uniti
 Regno Unito
- Devon and Cornwall Police - un BK 117 C-1
- East of England Air Ambulance – due BK 117 C-1
- Metropolitan Police – tre BK 117

 Spagna
- Guardia Civil

8 BK-117 in servizio al maggio 2020.
- Servicio de Vigilancia Aduanera

1 BK-117 in servizio all'agosto 2019.
 Svizzera
- Rega

6 EC 145 in servizio all'aprile 2019).
 Stati Uniti
- Conemaugh Medstar[17] due BK 117[18]
- Hartford Hospital Life Star opera con due BK 117
- Tulsa Life Flight - due BK 117 B-2[19]
- PHI, Inc.
- Memorial Hermann Life Flight
- Virginia State Police
- Boston MedFlight - due BK 117 C-1[20]
- University of Cincinnati, OH, OH AirCare - due BK 177 impiegati come eliambulanza
- University of Virginia Pegasus, Charlottesville, VA - un BK-117 utilizzato come supporto alla loro flotta di Agusta 109E
- Sentara Nightingale, Norfolk, VA
- Geisinger Health System - un BK 117
- MUSC Meducare (Charleston, SC) - un BK 117 utilizzato come eliambulanza[21]
- Lutheran Hospital; Fort Wayne, IN Lutheran Air, un BK 117 A-4[22]
- Pitt County Memorial Hospital; Greenville, NC East Care at PCMH, tre BK 117 A-4

### Militari
Ecuador
- Fuerza Aérea Ecuatoriana

6 H145 ordinati a novembre 2019, che saranno utilizzati in compiti di ricerca e soccorso. I primi due esemplari sono stati consegnati il 27 ottobre 2020. Gli ultimi tre elicotteri sono stati consegnati il 20 aprile 2021.
 Lussemburgo
- Esercito del Lussemburgo

2 H145M ordinati nel 2018, il primo dei quali è stato consegnato ad ottobre 2019.
 Madagascar
- Aeronautica militare del Madagascar

1 BK-117 consegnato.
 Regno Unito
- Royal Air Force

3 esemplari, tutti in servizio al marzo 2020. Ulteriori 4 esemplari ordinati a gennaio 2020.
 Sudafrica
- Suid-Afrikaanse Lugmag

3 BK 117 acquistati nel 1983, 2 nel 1985, 2 nel 1986 e 2 nel 1987, per totale di 9 elicotteri. Tre esemplari persi in incidenti.
 Ucraina
- Natsionalna hvardiya Ukrayiny

10 H145 ordinati a luglio del 2018.
 Ungheria
- Magyar légierő

20 H145M ordinati a giugno 2018. I primi quattro esemplari sono stati consegnati a novembre 2019, 12 nel 2020, 4 nel 2021.

## Elicotteri comparabili
- HAL Dhruv
- PZL W-3 Sokół
- Kamov Ka-60